# مرکز پروازهای فضایی گادرد
مرکز پروازهای فضایی گادِرد (به انگلیسی: Goddard Space Flight Center) اولین و قدیمی‌ترین مرکز فضایی ناسا و یکی از مراکز مهم ناسا است که در واشینگتن، دی. سی.گرین‌بلت، ماریلند، ایالات متحده آمریکا قرار دارد. این مرکز در تاریخ ۱ مارس ۱۹۵۹ به‌منظور پیشگام‌شدن در نیروی پیشران موشک‌های نوین ایجاد شد. نام این مرکز برگرفته از نام رابرت گدارد، یکی از دانشمندان برجسته علوم موشکی ناسا، است.

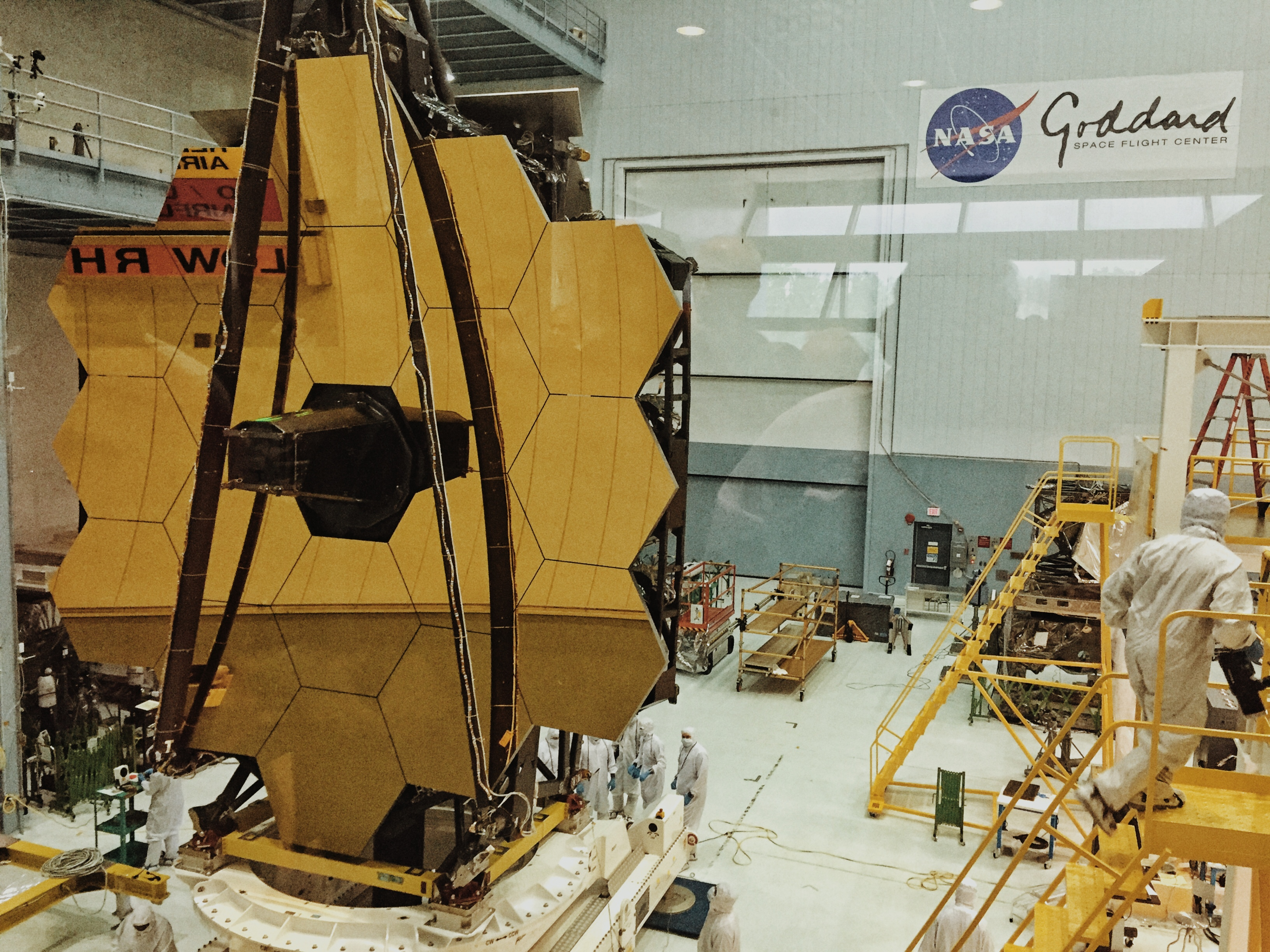
دانشمندان در حال ساخت و آماده‌سازی تلسکوپ فضایی مشهور جیمز وِب در مرکز گادرد

جان ماتر، یکی از دانشمندان مرکز گادرد، موفق به کسب جایزه نوبل فیزیک در سال ۲۰۰۶ به خاطر تحقیقاتش روی پروژه کاوشگر زمینه کیهان شده‌است.
مرکز فضایی گادرد در پروژه مرکوری، اولین مأموریت فضایی سرنشین‌دار آمریکا، مشارکت داشته‌است. مرکز گادرد بیشترین میزان طراحی و توسعه تجهیزات علمی کاوشگرهای سیارات منظومه شمسی را نسبت به سازمان‌های دیگر داشته‌است.

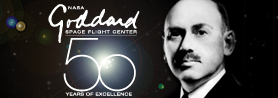
لوگوی پنجاهمین سالگرد تأسیس مرکز گادرد به همراه چهره رابرت گادرد و امضا او